# 9679 Crutzen
9679 Crutzen è un asteroide della fascia principale. Scoperto nel 1960, presenta un'orbita caratterizzata da un semiasse maggiore pari a 2,4315070 UA e da un'eccentricità di 0,1687202, inclinata di 1,26241° rispetto all'eclittica.